# Millville (Utah)
Millville je město v okresu Cache County ve státě Utah ve Spojených státech amerických. K roku 2010 zde žilo 1 829 obyvatel. S celkovou rozlohou 6,1 km² byla hustota zalidnění 248 obyvatel na km².